# 1924 w literaturze
Wydarzenia literackie w 1924 roku.

## Wydarzenia
- polskie
  - sprowadzenie prochów Henryka Sienkiewicza ze Szwajcarii do katedry św. Jana w Warszawie
  - ukazał się pierwszy numer czasopisma „Almanach Nowej Sztuki”.
  - 24 kwietnia 1924 w Warszawie rozpoczął się pierwszy ogólnopolski Zjazd Nauczycieli-Polonistów[1]
- zagraniczne
  - André Breton ogłosił Manifest surrealizmu (z prozą poetycką Rozpuszczalna ryba)
  - powstało Biuro Poszukiwań Surrealistycznych

## Nowe książki
- polskie
  - Zofia Kossak-Szczucka – Beatum scelus
  - Mieczysław Smolarski – Miasto światłości
  - Stefan Żeromski – Przedwiośnie

- zagraniczne
  - Louis Aragon – Swoboda (Le Libertinage)
  - Michaił Bułhakow
    - Biała gwardia (Белая гвардия)
    - Diaboliada

  - Agatha Christie
    - Mężczyzna w brązowym garniturze (The Man in the Brown Suit)
    - Poirot prowadzi śledztwo (Poirot Investigates)

  - John Cudahy – Archangel; the American war with Russia
  - Edward Morgan Forster – Droga do Indii (A Passage to India)
  - Dezső Kosztolányi – Ptaszyna (Pacsirta)
  - Thomas Mann – Czarodziejska góra (Der Zauberberg)
  - Herman Melville (pośmiertnie) – Billy Budd

## Nowe dramaty
- polskie
  - Stanisław Ignacy Witkiewicz – Matka
  - Stefan Żeromski – Uciekła mi przepióreczka

## Nowe poezje
- polskie
  - Anatol Stern, Bruno Jasieński – Anielski cham, Ziemia na lewo
  - Jan Lechoń – Srebrne i czarne
  - Tadeusz Peiper
    - A
    - Żywe linie
- zagraniczne
  - Hilda Doolittle (H.D.) – Heliodora i inne wiersze (Heliodora and Other Poems)
  - Paul Éluard – Umrzeć od nieumierania
  - Robinson Jeffers – Tamar i inne wiersze (Tamar and Other Poems)
  - Archibald MacLeish – Szczęśliwe małżeństwo i inne wiersze (The Happy Marriage and Other Poems)
  - Geo Milew – Wrzesień
  - Marianne Moore – Observation
  - Saint-John Perse – Anabaza (Anabase)

## Nowe prace naukowe
- zagraniczne
  - Tristan Tzara – Siedem manifestów dada (Sept manifestes Dada)

## Urodzili się
- 6 stycznia – Olga Scherer, polska pisarka, eseistka, tłumaczka (zm. 2001)
- 10 stycznia – Aila Meriluoto, fińska poetka i pisarka (zm. 2019)
- 16 stycznia – Aleksandar Tišma, serbski prozaik (zm. 2003)
- 27 stycznia – Jan Przybysław Majewski, polski poeta (zm. 2014)
- 30 stycznia
  - Lloyd Alexander, amerykański pisarz fantasy (zm. 2007)
  - Tuvia Ruebner(inne języki), izraelski poeta i tłumacz (zm. 2019)
- 8 lutego – Lisel Mueller(inne języki), amerykańska poetka i tłumaczka (zm. 2020)
- 2 lutego – Mira Alečković, serbska poetka i powieściopisarka (zm. 2008)
- 10 lutego – Wanda Mider, polska pisarka i poetka (zm. 2020)
- 14 lutego – Helena Wolny, polska poetka (zm. 2005)
- 15 lutego – Sławomir Sierecki, polski prozaik (zm. 2012)
- 17 lutego – Margaret Truman, amerykańska pisarka (zm. 2008)
- 22 lutego
  - Maria Iwaszkiewicz, polska pisarka i felietonistka (zm. 2019)
  - Maria Ziółkowska, polska pisarka (zm. 2012)
- 26 lutego – Maria Rydlowa, polska historyk literatury (zm. 2021)
- 1 marca – Arnold Drake, amerykański twórca komiksów (zm. 2007)
- 7 marca – Kōbō Abe, japoński prozaik, dramaturg i scenarzysta (zm. 1993)
- 15 marca – Jurij Bondariew, rosyjski pisarz (zm. 2020)
- 26 marca – Anna Kołakowska, polska ilustratorka literatury dziecięcej (zm. 2013)
- 2 kwietnia – Lauris Edmond, nowozelandzka pisarka (zm. 2000)
- 7 kwietnia – Johannes Mario Simmel, austriacki pisarz (zm. 2009)
- 13 kwietnia – Jack Chick, amerykański autor i wydawca komiksów religijnych (zm. 2016)
- 15 kwietnia – Padraic Fiacc, irlandzki poeta (zm. 2019)
- 16 kwietnia – Hanna Mina, syryjski pisarz (zm. 2018)
- 20 kwietnia – Anna Przemyska, polska pisarka dla dzieci (zm. 1995)
- 23 kwietnia – Margit Sandemo, norweska pisarka fantasy (zm. 2018)
- 1 maja
  - Wiktor Astafjew, rosyjski pisarz (zm. 2001)
  - Anđelka Martić, chorwacka pisarka i tłumaczka literatury słoweńskiej (zm. 2020)
- 3 maja – Jehuda Amichaj, izraelski poeta (zm. 2000)
- 7 maja – Marjorie Boulton, brytyjska literaturoznawczyni, pisarka i poetka (zm. 2017)
- 8 maja – Petru Dumitriu, rumuński pisarz (zm. 2002)
- 9 maja – Bułat Okudżawa, gruziński pieśniarz i poeta (zm. 1997)
- 10 maja – Julija Drunina, radziecka poetka (zm. 1991)
- 12 maja – Claribel Alegría, nikaraguańsko-salwadorska poetka, pisarka i eseistka (zm. 2018)
- 16 maja – Tadeusz Kubiak, polski poeta i pisarz dla dzieci (zm. 1979)
- 21 maja – Borys Wasiliew, rosyjski pisarz (zm. 2013)
- 28 maja – Jiří Šotola, czeski poeta, prozaik i dramaturg (zm. 1989)
- 29 maja – Leszek Elektorowicz, polski poeta, prozaik, eseista, tłumacz (zm. 2019)
- 1 czerwca – Helmut Sakowski, niemiecki pisarz i dramaturg (zm. 2005)
- 3 czerwca – M. Karunanidhi, indyjski wydawca i pisarz (zm. 2018)
- 6 czerwca – Göran Malmqvist, szwedzki historyk literatury i tłumacz (zm. 2019)
- 11 czerwca
  - Barbara Otwinowska, polska literaturoznawczyni (zm. 2018)
  - Aleksander Ziemny, polski pisarz i tłumacz (zm. 2009)
- 19 czerwca – Wasil Bykau, białoruski pisarz (zm. 2003)
- 24 czerwca – Michel Ragon, francuski pisarz i krytyk literacki (zm. 2020)
- 3 lipca – Władimir Bogomołow, radziecki i rosyjski pisarz (zm. 2003)
- 4 lipca – Delia Fiallo, kubańska pisarka (zm. 2021)
- 13 lipca – Kurt David, niemiecki prozaik i dziennikarz (zm. 1994)
- 20 lipca – Thomas Berger, amerykański pisarz (zm. 2014)
- 21 lipca – Alojz Rebula, słoweński pisarz, dramaturg, eseista i tłumacz (zm. 2018)
- 30 lipca – William H. Gass, amerykański prozaik, eseista i krytyk literacki (zm. 2017)
- 2 sierpnia – James Baldwin, amerykański powieściopisarz i eseista (zm. 1987)
- 3 sierpnia – Leon Uris, amerykański powieściopisarz (zm. 2003)
- 15 sierpnia – Jean Mauriac, francuski pisarz (zm. 2020)
- 23 sierpnia – Ephraim Kishon, izraelski pisarz, felietonista i satyryk (zm. 2005)
- 28 sierpnia
  - Janet Frame, nowozelandzka pisarka (zm. 2004)
  - Pawło Zahrebelny, ukraiński pisarz (zm. 2009)
- 4 września – Joan Aiken, brytyjska pisarka (zm. 2004)
- 10 września – František Benhart, czeski krytyk literacki, tłumacz literatury słoweńskiej (zm. 2006)
- 12 września – Kaya Mirecka-Ploss, polska pisarka (zm. 2023)
- 22 września – Rosamunde Pilcher, angielska pisarka (zm. 2019)
- 27 września – Josef Škvorecký, czeski pisarz, tłumacz literatury i wydawca (zm. 2012)
- 30 września – Truman Capote, amerykański pisarz (zm. 1984)
- 5 października – José Donoso, chilijski pisarz (zm. 1996)
- 9 października
  - Kazimierz Błahij, polski pisarz (zm. 1990)
  - Zofia Lewandowska, polska pisarka (zm. 1999)
- 13 października – Edward Hołda, polski poeta, prozaik, reportażysta (zm. 2016)
- 14 października – Jurij Pilar, radziecki pisarz (zm. 1987)
- 15 października – Douglas Reeman, brytyjski pisarz marynistyczny (zm. 2017)
- 17 października – Barbara Nawrocka-Dońska, polska prozaiczka, eseistka i dziennikarka (zm. 2018)
- 22 października – Äbdyżämyl Nurpejysow, kazachski pisarz i tłumacz (zm. 2022)
- 29 października – Zbigniew Herbert, polski poeta (zm. 1998)
- 11 listopada
  - Luis Martín-Santos, hiszpański pisarz (zm. 1964)
  - Jan Piwowoński, polski pisarz marynista (zm. 1998)
- 27 listopada – Nina Cassian, rumuńska poetka, prozatorka i tłumaczka (zm. 2014)
- 30 listopada – André Weckmann, francuski poeta, prozaik i eseista (zm. 2012)
- 12 grudnia – Mieczysława Buczkówna, polska poetka, tłumaczka i pisarka (zm. 2015)
- 19 grudnia – Michel Tournier, francuski prozaik (zm. 2016)
- 20 grudnia – Friederike Mayröcker, austriacka poetka (zm. 2021)
- 29 grudnia – Francisco Nieva, hiszpański dramaturg (zm. 2016)
- Bernard Gotfryd, amerykański pisarz (zm. 2016)

## Zmarli
- 14 stycznia – Arne Garborg, norweski poeta i tłumacz (ur. 1851)
- 28 stycznia – Sabine Baring-Gould, angielski powieściopisarz (ur. 1834)
- 9 lutego – Nils Kjær, norweski dramaturg i eseista (ur. 1870)
- 21 kwietnia – Marie Corelli, brytyjska pisarka (ur. 1855)
- 4 maja – Edith Nesbit, brytyjska pisarka i poetka (ur. 1858)
- 1 maja – Jan Ursyn Zamarajew, polski pisarz i dziennikarz (ur. 1865 lub 1867)
- 10 maja – Adolfo Albertazzi, włoski pisarz (ur. 1865)
- 3 czerwca – Franz Kafka, austriacki pisarz urodzony w Pradze (ur. 1883)
- 3 sierpnia – Joseph Conrad, angielski pisarz polskiego pochodzenia (ur. 1857)
- 25 sierpnia – Velma Caldwell Melville, amerykańska poetka i prozaiczka (ur. 1858)
- 9 października
  - Walerij Briusow, rosyjski pisarz (ur. 1873)
  - Lin Shu, chiński pisarz (ur. 1852)
- 12 października – Anatole France, francuski pisarz (ur. 1844)
- 28 października – Thomas Chalmers Harbaugh, amerykański powieściopisarz i poeta (ur. 1849)
- 29 października – Frances Hodgson Burnett, brytyjska powieściopisarka (ur. 1849)
- 22 listopada – Herman Heijermans, holenderski pisarz i publicysta (ur. 1864)
- 6 grudnia – Gene Stratton-Porter, amerykańska pisarka i fotograf (ur. 1863)
- 15 grudnia – William Herbert Carruth, amerykański poeta (ur. 1859)
- 29 grudnia – Carl Spitteler, szwajcarski pisarz i poeta, laureat Nagrody Nobla (ur. 1845)

## Nagrody
- Nagroda Nobla – Władysław Reymont
- Nagroda Pulitzera (teatr) – Hatcher Hughes za Hell-Bent Fer Heaven
- Nagroda Pulitzera (poezja) – Robert Frost za New Hampshire
- Nagroda Pulitzera (powieść) – Margaret Wilson za The Able McLaughli